# Jacques Louis Randon
Jacques Louis César Alexandre, conte di Randon (Grenoble, 25 marzo 1795 – Ginevra, 13 gennaio 1871), è stato un generale e politico francese.
Fu maresciallo di Francia e governatore d'Algeria.

## Biografia
Nacque da una famiglia protestante originaria dell'Hérault, suoi zii erano il rivoluzionario Antoine Barnave e il generale dell'Impero Jean Gabriel Marchand. Educato in un liceo di Grenoble, visse in giovinezza momenti di libertà presso suo zio generale, a Saint-Ismier, dove amava praticare l'equitazione.
Arruolato a sedici anni, raggiunse suo zio a Varsavia, e venne nominato sergente l'11 aprile 1812. Partecipò alla campagna di Russia; la sua condotta alla battaglia di Borodino, agli ordini del generale Marchand, gli valse le spalline di sottotenente. Visse le sofferenze della ritirata e partecipò alla campagna del 1813. Ferito due volte a Lützen, combatté nondimeno a Bautzen e quindi a Lipsia in qualità di aiutante di campo di suo zio. Nel 1814 seguì Marchand sulla frontiera delle Alpi per difendere la Savoia e il Delfinato.
Nel 1815, all'epoca del ritorno in Francia di Napoleone, era capitano e aiutante di campo dello zio che comandava la 7ª Divisione di Grenoble. Il generale Marchand a quanto pare volle evitare ogni contatto fra le proprie truppe e quelle che tornavano dall'isola d'Elba, e si ritirò su Chambéry per sottrarre i suoi soldati alla magnetica presenza dell'Imperatore.
Un battaglione del 5º Reggimento di fanteria di linea ed una compagnia di zappatori avevano l'ordine di distruggere il ponte di Ponthaut a qualche chilometro da La Mure.
Randon fu inviato a Laffrey per accertarsi che le truppe incaricate di arrestare la marcia di Napoleone compissero il proprio dovere. Incitò invano il comandante del 5º fanteria ad aprire il fuoco, ma le truppe esitarono a portare a termine il loro compito, e l'Imperatore poté proseguire il suo cammino fra gli applausi e le acclamazioni.
Al capitano Randon non restò che tornare dallo zio per fare rapporto sull'accaduto, mentre Marchand si ritirava sulla strada di Chambéry con 150 uomini fedeli ai Borbone.
Dopo i Cento giorni ogni avanzamento di grado gli fu precluso, e dovette attendere la Monarchia di Luglio per riprendere la sua progressione nella gerarchia militare. Dopo il 1830 e nel periodo di sette anni, divenne successivamente chef d'escadron, tenente colonnello del 9º Reggimento Chasseurs, colonnello del 2º Reggimento Chasseurs d'Afrique e ufficiale della Legion d'onore. Servì in Algeria dal 1838 al 1847.
Promosso ben presto al grado di generale di brigata, fu nominato generale di divisione il 22 aprile 1847, quindi commendatore della Legion d'onore, e comandante della 3ª Divisione.
Occupò tale incarico sino a quando fu richiamato, nel settembre 1849, a sostituire, a Roma, il generale Rostolan in qualità di comandante del corpo di spedizione del Mediterraneo.
Maresciallo di campo nel 1841, e tenente generale nel 1848, come direttore degli affari d'Algeria al ministero della guerra, divenne una prima volta, nel 1851, ministro della guerra, ma fu sostituito dal maresciallo Armand Jacques Leroy de Saint-Arnaud nel corso del colpo di Stato del 2 dicembre 1851. Tornò in Algeria, in qualità di governatore generale, l'11 dicembre, sino alla creazione del ministero d'Algeria e delle colonie, il 24 giugno 1858.
La sua amministrazione fu segnata da importanti spedizioni militari. Fra le principali la spedizione del Babor che pose fine nel 1852 all'indipendenza della Cabilia orientale; nel 1854 le operazioni sul Sebaou, quindi la spedizione del 1857 che sottomise alla Francia tutte le tribù fra il Sebaou, Dellys e Bugia. Poi la conquista della Cabilia del Djurdjura, che gli valse poi il bastone da maresciallo. E, nel sud, la presa di Laghouat e di Touggourt, la sottomissione di Beni-M'zab e di Souf, che portarono i confini dell'Algeria sino in pieno deserto.
Diede prova di buon amministratore istituendo le sottoprefetture, un collegio arabo, scuole di medicina; fece costruire dall'esercito seimila chilometri di strade, acquedotti, ponti, pozzi artesiani; aumentò lo sfruttamento delle miniere e delle foreste, rinnovò l'agricoltura, diede la concessione per impiantare una rete ferroviaria.
Nel 1852 Randon ricevette il titolo di conte dello zio, il generale Marchand, morto senza discendenza. Fu anche nominato senatore e nel 1856 nominato maresciallo di Francia contemporaneamente a Bosquet e Canrobert.
Rientrato in Francia, nel 1859 sostituì Vaillant al ministero della guerra. Fece sì che il giovane industriale Hector de Sastres diventasse il principale fornitore dell'esercito e contribuì quindi alla fortuna di tale famiglia. In conflitto con l'Imperatore riguardo all'aumento degli effettivi dell'esercito, fu egli stesso rimpiazzato da Niel. Lo stesso anno abiurò il protestantesimo e si convertì al cattolicesimo.
Allo scoppio della guerra franco-prussiana, non permettendogli la salute di prestare servizio attivo, Randon accettò di ritornare al governatorato d'Algeria; ma dovette rassegnare le dimissioni prima ancora di insediarsi.
Nel 1870 Randon era gravemente malato. Si sottopose ad un periodo di cure a Évian-les-Bains, ottenendo poi il permesso di proseguire le cure a Ginevra. Schiacciato dalle sofferenze per i disastri militari dell'esercito e per la caduta dell'Impero, si spense il 13 gennaio 1871. Una cerimonia funebre si tenne a Ginevra il 17 gennaio, e la salma arrivò a Saint-Ismier l'11 ottobre. I funerali si tennero l'indomani, con Mac-Mahon in rappresentanza del governo.
Nel 1875-1877 furono date alle stampe le sue Mémoires.